# Zona moartă
Zona moartă (denumire originală The Dead Zone) este un roman de Stephen King publicat inițial de editura Viking în 1979.

## Prezentare
În acest roman este vorba de Johnny Smith, care suferă un accident și intră într-o comă de aproape cinci ani de zile. Când își revine, el poate vedea secretele terifiante dar nu poate identifica toate detaliile din "zona moartă", o zonă a creierului său care a suferit daune permanente ca urmare a accidentului.

## Personaje
- Johnny Smith

## Ecranizări
- The Dead Zone, 1983, film, ro.: Zonă moartă
- The Dead Zone, 2002, Serial TV, ro.: Împotriva destinului